# Myrknutmossa
Myrknutmossa (Odontoschisma sphagni) är en bladmossart som först beskrevs av James Jacobus J. Dickson, och fick sitt nu gällande namn av Barthélemy Charles Joseph Dumortier. Myrknutmossa ingår i släktet knutmossor, och familjen Cephaloziaceae. Arten är reproducerande i Sverige. Inga underarter finns listade i Catalogue of Life.